# Andrej Tanasevitj
Andrej Viktorovitj Tanasevitj, född den 8 augusti 1956 i Moskva, är en rysk araknolog som är specialiserad på täckvävarspindlar i den palearktiska regionen.
Auktorsnamnet Tanasevitch kan användas för Andrej Tanasevitj i samband med ett vetenskapligt namn inom zoologin; se Wikipedia-artiklar som länkar till auktorsnamnet.